# Honi soit qui mal y pense
In het Verenigd Koninkrijk is een kostbaar uitgevoerde kousenband met het opschrift "Honi soit qui mal y pense" het onderscheidingsteken van een hoge ridderorde, de Orde van de Kousenband. Dit ereteken wordt ook tegenwoordig nog gedragen want de heren dragen aan het Britse hof nog steeds ouderwetse kniebroeken met kousenbanden.
De oorsprong van de in het Oudfrans gestelde spreuk zou zijn terug te voeren op een incident tijdens een bal in Calais in 1344. Terwijl koning Eduard III danste met zijn schoondochter Johanna van Kent, zakte haar kousenband af tot haar enkel. De koning redde de ongemakkelijke situatie door de band om zijn eigen been te gespen, zeggende "Honi soit qui mal y pense. Tel qui s'en rit aujourd'hui, s'honorera de la porter" ('Schande aan hem die er kwaad van denkt. Wie er vandaag mee lacht, zal later trots zijn het te dragen'). Tegen de hovelingen zou hij hebben gezegd dat hij "van deze kousenband het meest gerespecteerde symbool in de christenheid zou maken". Daarop stelde hij een toernooigezelschap in dat uit twee maal twaalf Ridders bestond.
Dit verhaal – maar nog zonder de vrouw te identificeren – dook voor het eerst op ruim anderhalve eeuw na de feiten in de Anglica historia (1512-1513) van Polydorus Vergilius. Het wordt algemeen als apocrief beschouwd. De oprichting had geen toevallige aanleiding, maar was een politiek van Eduard om de banden met de hoge aristocraten aan te halen nu hij hun militaire steun nodig had in zijn gooi naar het Franse koningschap. Daarom wordt vermoed dat de schande uit de spreuk werd afgeroepen over wie zijn ambitie ongepast vond.
Correct oud-Frans zou  "Honny soit qui mal y pense" zijn geweest maar de spelfout werd in de loop der eeuwen nooit verbeterd. Het correcte huidige Frans zou "Honni soit qui mal y pense" zijn. Een hedendaagse vertaling zou als volgt kunnen luiden. "Wee degene die er kwaad van denkt" (of zelfs "spreekt").

## In de media
Jan Brusse had van 1963 tot 1992 een zeer bekende wekelijkse column in het Weekblad Elsevier  "Qui mal y pense", handelend  over het algemene leven in Frankrijk.

## Voetnoten
1. ↑  Julian Whitehead, Calais: A History of England’s First Colony, 2023